# Francisco Rodrigues Tenório
Francisco Rodrigues Tenório (? — Vila Real de Santo António, 14 de maio de 1907) foi um industrial conserveiro português, no século XIX. Natural de Villanueva de los Castillejos, Província de Huelva, em Espanha, cedo se fixou no Algarve.
Dedicou-se primeiro ao comércio em Loulé e, mais tarde, transferiu-se para Vila Real de Santo António, onde instalou no ano de 1880 a fábrica São Francisco que produzia conservas de atum em escabeche, projectando-se como industrial de relevo e renome, dotado de grande espírito prático e empreendedor, com reputação de homem bondoso e honesto. Esta fábrica possuía somente quatro caldeiras de ferro (cozedores), pois não recorria a motores. O número de operários era reduzido: 15 a 20 homens, auferindo 400 a 900 réis ao dia; 30 a 40 mulheres, ganhando até 220 réis; e 4 menores, que lucravam a quantia mais baixa de 120 réis. A jornada de trabalho chegava a atingir as 15 horas diárias (dez horas de dia e cinco horas à noite).
A fábrica de Francisco Rodrigues Tenório rapidamente ganhou grande prestígio pela alta qualidade do atum em lata que fornecia aos mercados internos e externos. O seu icónico retrato, com umas longas e muito características suíças muito em voga à época, tem sido impresso até aos nossos dias nas latas de conserva da marca Tenório, actualmente propriedade da sociedade açoriana Cofaco.